# Lasius minutus
Lasius minutus es una especie de hormiga del género Lasius, tribu, Lasiini, orden Hymenoptera. Fue descrita por Emery en 1893.

## Distribución
Se distribuye por Canadá y Estados Unidos.

## Hábitat
Habita en pantanos, debajo de piedras y rocas, nidos y montículos. Se ha encontrado a elevaciones de 180 metros.